# Union des catholiques des beaux-arts
 (novembre 2014).
Si vous disposez d'ouvrages ou d'articles de référence ou si vous connaissez des sites web de qualité traitant du thème abordé ici, merci de compléter l'article en donnant les références utiles à sa vérifiabilité et en les liant à la section « Notes et références ».
L'Union des catholiques des beaux-arts est une association artistique française du XXe siècle conçue pour favoriser l'émergence et la production d'œuvres d'art sacré à la fois modernes et théoriquement accessibles à un large public. Cette organisation va rassembler un nombre important d'artistes.

## Historique
Fondé, en 1909, par l'architecte Pierre Regnault cette association génèrera plusieurs ramifications, dont : L'Arche, fondée en 1917, par Valentine Reyre et Maurice Storez, puis les Ateliers d'art sacré fondés le 15 novembre 1919, par Maurice Denis et George Desvallières ainsi que les Artisans de l'autel, fondés la même année dont l'orientation est plus orientée vers l'artisanat, puis l'Atelier de Nazareth en 1928 et Art et Louange en 1934.
Toutes ces associations visent à promouvoir l'art nouveau dans la décoration des églises de France tout en voulant restituer l'esprit des compagnons du Moyen Âge et mener une vie chrétienne selon leur idéal. Comme dans les autres ateliers d'art sacré, les membres tisseront ensemble des liens d'amitié solides. Un certain nombre de ses membres appartiennent également à une organisation similaire et travaillent indifféremment pour l'une ou pour l'autre.[Interprétation personnelle ?]
Lors d'une réunion de l'association en 1920, Paul Tournon y fait la connaissance de sa future épouse, l'artiste peintre Élisabeth Branly, fille d'Édouard Branly.
Élisabeth Faure rencontre Marthe Flandrin en adhérant aux Catholiques des beaux-arts et ils décorent ensemble la salle de réunion de l’association, rue Madame, d’une fresque intitulée Le Seigneur est mon pasteur… (1930).
Les CDBA organisent des voyages qui, comme en mai 1931, les mènent de Paris à Turin, Gênes, Rome (une soirée est organisée à la villa Médicis le 14 mai), Frascati, Naples, Pompéi, Corfou, le canal de Corinthe, Olympie, Athènes, Eleusis, Delphes, Marseille… Paris.

### La Messe des Cendres
C'est en 1914 que Pierre Regnault, invite les membres de l'Union des catholiques des beaux-arts à une messe en mémoire des membres défunts. Adolphe Léon Willette répond à l'invitation et suggère : « Je voudrais une messe pour ceux qui vont mourir [à la guerre], Je voudrais que nous allions dans une vieille église de Paris, historique, par exemple à Saint-Germain-l'Auxerrois, le mercredi des Cendres. » Cette première messe eut lieu dans l'église Saint-Germain-l'Auxerrois, le mercredi 17 février 1926, soit treize jours après son décès, avec lecture de la prière de Willette. Une dalle en pierre scellée dans le mur de l'église le 7 février 1951  y commémore l'événement. Elle fut bénite par le nonce apostolique Roncalli en présence du cardinal Maurice Feltin. Lors de la célébration de la messe dite à l'occasion de cette cérémonie du souvenir, la prière de Willette fut dite par Louis Jouvet qui mourut peu de temps après. Cette messe des Cendres fut dès lors connue sous le nom de « Messe de Willette », jusqu'en 1998.

« Ave, Domine, morituri te salutant

Ceux qui te saluent, Seigneur, avant de mourir sont ceux que tu as créés, à ton image, pour créer de l'art;

Ceux qui ont médité ton œuvre et rendu hommage à sa beauté!

Ce sont les simples d'esprit dédaigneux de l'or diabolique,

Ce sont les arrivistes qui aspirent à la gloire d'être à ta droite!...

Ceux-là, Seigneur, te saluent avant de mourir!

Nous, les artistes dans l'arène ténébreuse, à la lueur des armes que tu nous a données devant les multitudes qui n'ont ni yeux ni oreilles, mais qui ont une bouche pour nous huer si nous succombons… pollice verso, nous te saluons, Seigneur avant de mourir. »

C'est par cette prière que Willette termine son discours prononcé lors de l'inauguration du monument sur la tombe de Villiers de l'Isle-Adam le 28 juin 1914.
Pierre Regnault, à la suite du décès de Willette, met en place cette messe suggérée quelques années auparavant. Il obtient l'accord du curé de Saint-Germain-l'Auxerrois pour que cette cérémonie soit celle de la messe paroissiale de 9 heures ce 17 février 1926. Elle est présidée par Mgr Emmanuel Chaptal, en présence de la veuve de Willette. Le Père Janvier dans son prêche met en évidence les intentions et les buts recherchés par Willette : « Avertissement aux artistes glorieux, encouragement aux moins chanceux, rappel à tous et spécialement à ceux qui vont mourir dans l'année, de la grande vanité des ambitions et des gloires qui passent ».

### Les années 1950-1980
Cette messe des artistes le mercredi des Cendres connaît un tel succès que d'autres associations d'Union des catholiques des beaux-arts se créent en province. À partir de 1957, le Père Balm impose peu à peu son empreinte sur cette cérémonie et le rapprochement avec la Société de Saint-Jean fera que ce prêtre installe l'aumônerie des artistes plasticiens élèves et professionnels dans les locaux des Ateliers d'art sacré. En 1966, c'est Jacques Delarue, vicaire général, qui impose les Cendres.
Vatican II et Mai 68, seront néfastes aux aumôneries des écoles et à cette tradition de la messe des Cendres qui est de moins en moins suivies par les élèves, et dont les responsables ne transmettent plus la prière de Willette. En 1979, Daniel Pézeril, évêque de Paris, concélèbre la messe avec différents aumôniers. La tradition transmise par le Père Balm continue après sa mort, par les soins du Père Letteron, aumônier diocésain du spectacle et de l'Union catholique du théâtre et de la musique qui est rattaché à l'église Saint-Roch.
En 1997, des tensions entre le curé de Saint-Germain-l'Auxerrois et les organisateurs de la messe de Willette firent que l'année suivante la cérémonie se fit en l'église Saint-Roch. Plusieurs centaines d'artistes participèrent à cette cérémonie faite à l'heure du déjeuner en signe de pénitence.

## Membres notoires
- Élisabeth Faure (1906-1964)
- Marthe Flandrin
- Paul Tournon (1881-1964), architecte
- Guy Morizet (1908-1993), architecte[9]
- Geo Robert, architecte

## Aumôniers
- 1909, Père Marie-Albert Janvier (1860-1939), premier aumônier, c'est lui qui prêche lors de la première « messe de Willette »
- 1919, Père Paul Buffet (1864-1941), artiste peintre, il est ordonné prêtre en 1916. Il devient l'aumônier de l'Union des Catholiques des beaux-arts, et de la Société de Saint-Jean
- 1950-1957, Père Émile Thivet (né et mort au XXe siècle), il est aidé dans sa charge entre octobre 1950 et juillet 1957 par Jean-Marie Guillerm (1919-2010), dit Frère Godefroy, frère mineur ordonné en 1949
- 1957-1995, Père Willem Balm (1915-1995), ordonné en 1939 au sein de l'ordre de Saint-Augustin, aumônier des Catholiques des beaux-arts et vicaire de l'église Saint-Germain-l'Auxerrois
- 1995-1996, Père Roland Letteron (né en 1929), ordonné en 1971, aumônier diocésain des artistes du spectacle et de l'U.C.T.M.
- 1996, Père Robert Jorens
- 2006, Père Michel Brière (né en 1949), ordonné en 1981, en poste en 2014

## Cath's Arts
Cath's Arts est le bulletin de l'Union des Catholiques des beaux-arts, créé en 1966 par le Père Willem Balm. Durant les années 1970 à 1980, le bulletin rappelle l'historique de cette messe et invite ses lecteurs à y participer.